# 安井食品
安井食品（英語：Fujian Anjoy Foods CO.,LTD., 上交所：603345；港交所：2648）全称是福建安井食品股份有限公司，是一家中国食品公司，主要生产速冻食品，董事长是刘鸣鸣。
2021年，安井食品入围FBIF食品饮料创新发布的2021中国食品饮料百强榜，排名第43。

## 历史

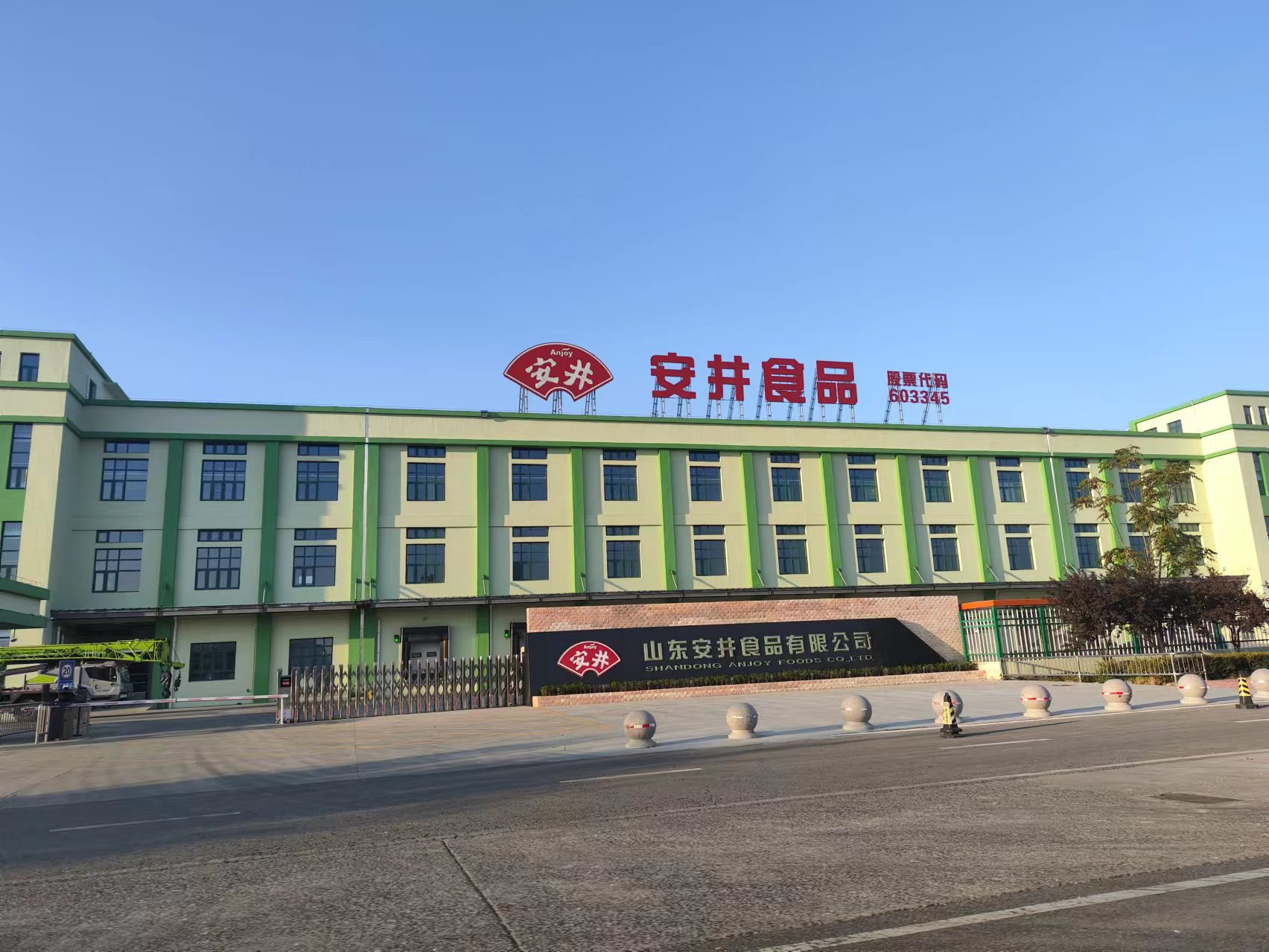
山东安井公司

2001年12月创建于福建厦门，前身是厦门华顺民生食品有限公司，2011年更名为现在名字，2017年2月22日在上海证券交易所挂牌上市，截至2020年有7大生产基地9个工厂。